# The Stars We Are
The Stars We Are je čtvrté sólové studiové album britského zpěváka Marca Almonda, vydané v září 1988. V písni „Your Kisses Burn“ zpívala s Almondem duet Nico, která ještě před vydáním alba zemřela. Spolu s Almondem album produkovali Annie Hogan, Bob Kraushaar a Billy McGee.

## Seznam skladeb
| Pořadí | Název                               | Autor                       | Délka |
| ------ | ----------------------------------- | --------------------------- | ----- |
| 1.     | The Stars We Are                    | Marc Almond, Annie Hogan    | 3:44  |
| 2.     | These My Dreams Are Yours           | Almond                      | 5:28  |
| 3.     | Bitter Sweet                        | Almond, Hogan               | 3:21  |
| 4.     | Only the Moment                     | Almond, Hogan               | 4:41  |
| 5.     | Your Kisses Burn                    | Almond                      | 4:43  |
| 6.     | The Very Last Pearl                 | Almond                      | 4:45  |
| 7.     | Tears Run Rings                     | Almond                      | 4:22  |
| 8.     | Something's Gotten Hold of My Heart | Roger Greenaway, Roger Cook | 4:40  |
| 9.     | The Sensualist                      | Almond, Hogan               | 5:28  |
| 10.    | She Took my Soul in Istanbul        | Almond, Billy McGee         | 6:22  |

## Obsazení
- Marc Almond – zpěv
- Nico – zpěv v „Your Kisses Burn“
- Victoria Wilson-James – zpěv
- Suraya Ahmed – zpěv
- Gini Ball – housle
- Sue Dench – viola
- Julia Girdwood – hoboj, anglický roh
- Derek Hanigan – basklarinet
- Sally Herbert – housle
- Annie Hogan – klavír, marimba, vibrafon
- Philippa Holland – housle
- Steve Humphreys – bicí, perkuse, tympány, programování
- Christine Jacson – violoncello
- Bob Kraushaar – perkuse
- Billy McGee – baskytara, klávesy
- Chris Pitsillides – viola
- Jos Pook – viola
- Audrey Riley – violoncello
- Enrico Tomasso – trubka, křídlovka
- Chris Tombling – housle
- Audrey Ahmed – zpěv
- Sally Hebert – housle
- La Magia – klavír, marimba, vibrafon
- Agnes Bernelle – zpěv